# El barril de amontillado
El barril de amontillado también conocido como El tonel de amontillado (título original en inglés: "The Cask of Amontillado"), es un cuento del escritor estadounidense Edgar Allan Poe publicado por primera vez en 1846.

## Argumento
En plenos carnavales de alguna ciudad italiana del siglo XIX, Montresor busca a Fortunato con ánimo de vengarse de una pasada humillación. Al hallarlo ebrio, le resulta fácil convencerlo de que lo acompañe a su palazzo con el pretexto de darle a probar un nuevo vino. Lo conduce a las catacumbas de la casa, y allí consuma su venganza.

## Análisis
"El barril de amontillado" es uno de los relatos de la etapa final en la vida de Poe (1846), escrito sólo poco tiempo antes del inicio de su declive definitivo, marcado por la muerte de su mujer, Virginia Clemm, en enero de 1847.
Es la historia de una venganza marcada por el humor negro, la punzante ironía, y hasta el sadismo gratuito en la conducta del vengador Montresor.

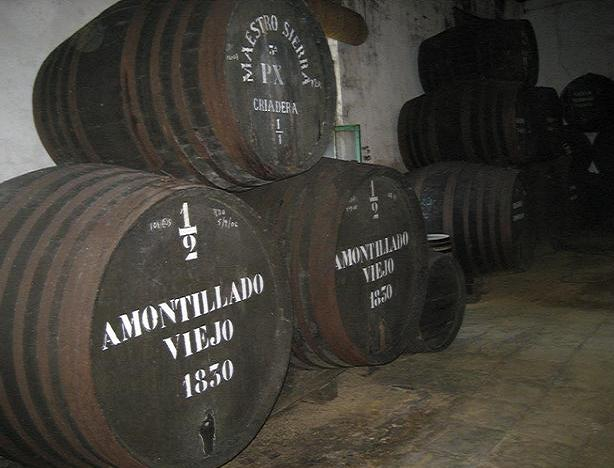
Barriles de amontillado en una bodega.

Por el tema de la venganza, por el personaje del bufón y alguna otra coincidencia, existe otro relato del final de la carrera de Poe que es hermano de éste. Se trata de "Hop-Frog", uno de los últimos que escribió, y en el que un Poe ya definitivamente cansado y desairado por la vida y sus penurias, y no poco por sus críticos —aquellos que le criticaban y a los que él mismo había vilipendiado de lo lindo—, se aparta voluntariamente de sus grandes hazañas artísticas e intelectuales —de la invención del relato policial y el de ciencia ficción, de "El coloquio de Monos y Una" y "El poder de las palabras", con su apabullante metafísica sensible, del admirable muestrario del horror por el horror que representan "El gato negro", "La verdad sobre el caso del señor Valdemar", "El pozo y el péndulo" o "El corazón delator"—, para entregarse nuevamente, como en "El barril de amontillado", a un lamentable, aunque en modo alguno torpe, simulacro de revancha contra el mundo, la única finalmente en su mano.
Se conocen muchas y variadas interpretaciones, incluso psicoanalíticas (son conocidas las de la tratadista freudiana Marie Bonaparte), tendentes a interpretar la venganza del malvado Montresor. De lo menos que ha sido calificado el personaje en sí mismo, así como el autor por inventarlo, es de loco, sociópata o degenerado.[cita requerida]

## Anecdotario
En el capítulo "El Tonel" de la serie de televisión española Historias para no dormir , Narciso Ibáñez Serrador le da una espléndida vuelta de tuerca a esta historia, complementándola con el tema del adulterio.
El cuento de "El barril de amontillado", entre otros, sirvió de inspiración al músico Eric Woolfson para la composición de su disco junto con Alan Parsons : Tales of Mystery and Imagination.
Además el escritor de ciencia ficción Ray Bradbury hace referencia a este cuento en varios de sus escritos, destacando "Pilares de fuego" y "Usher II".
También el grupo de Metal industrial Rammstein hizo la canción Stein um stein basándose en este relato.[cita requerida]
En el DLC Dead Money del juego Fallout: New Vegas en una terminal se hace referencia a este cuento por la forma en que pretende consumar su venganza Sinclair contra Dean Domino.